# Felipe Camisón Asensio
Felipe Camisón Asensio (ur. 20 czerwca 1929 w Torre de Don Miguel, zm. 31 maja 2009 w Cáceres) – hiszpański agronom, polityk, poseł do Parlamentu Europejskiego dwóch kadencji.

## Życiorys
Z wykształcenia doktor agronomii. Pracował jako inżynier w instytucie reformy rolnej i rozwoju w Cáceres, a później w instytucie rozwoju gospodarczego przy Banku Światowym. Był przewodniczącym samorządu w prowincji Cáceres (do 1979). Należał do założycieli Unii Demokratycznego Centrum i Partii Ludowej, przewodniczył strukturom regionalnym w Estremadurze. Przez trzy kadencje (do 1995) był posłem do Kongresu Deputowanych.
W 1995 objął po raz pierwszy mandat posła do Europarlamentu IV kadencji. W wyborach w 1999 nie uzyskał reelekcji, deputowanym V kadencji został jednak już w 2000. Należał do grupy chadeckiej, pracował w Komisji Polityki Regionalnej, Transportu i Turystyki oraz w Komisji Petycji. W PE zasiadał do 2004.